# 이스틀리구

이스틀리 구의 위치

이스틀리구(영어: Borough of Eastleigh)는 잉글랜드 햄프셔주에 위치한 비도시 자치구로 중심 도시는 이스틀리이며 인구는 128,877명(2014년 기준), 면적은 79.77km2이다.